# Jean-Pierre Noblet
Jean-Pierre Noblet, né le 11 octobre 1762 à Rolle et mort le 1er décembre 1851 à Rolle, est un architecte actif surtout dans le canton de Vaud en Suisse.

## Biographie
Issu d'une famille originaire de Marchissy, Jean-Pierre Noblet, charpentier de formation, s'élève en autodidacte jusqu'au rang d'architecte et s'établit en 1786 à Rolle. En 1788, il conçoit la charpente du nouveau temple de Rolle et dessine en 1792 des projets pour le prestigieux tombeau de Jacques Necker et de son épouse Suzanne, née Curchod au château de Coppet.
Dès lors, il occupe une position dominante à La Côte, travaillant pour les plus riches propriétaires de la région comprise entre Genève et Lausanne. Il dessine ainsi à Beaulieu, près de Gilly, en 1811, une maison d'été pour le banquier et philhellène Jean-Gabriel Eynard. En 1812, sa grange du château de La Sarraz pour le baron de Gingins, s'inspire assurément de modèles bernois. Il bâtit en 1817 le château de Lancy pour Charles Pictet de Rochemont, et fournit les plans de la maison Les Vues à Coppet. En outre, Noblet transforme les châteaux de Changins à Nyon et de Saint-Vincent à Gilly, fournit des plans pour la cure de Longirod (1827), pour l'église de Bursinel (1828), et crée une nef néoclassique à celle de Perroy (1828).      